# کمیته مشترک آب اسرائیل و فلسطین
کمیته مشترک آب اسرائیل و فلسطین (به انگلیسی: Israeli–Palestinian Joint Water Committee) یک مرجع مشترک اسرائیل و فلسطین است که در سال ۱۹۹۵ در جریان پیمان اسلو ۲ ایجاد شد. هدف این کمیته مدیریت زیرساخت‌های مرتبط با آب و فاضلاب در کرانه باختری، به‌ویژه تصمیم‌گیری در مورد نگهداری زیرساخت‌های موجود و تصویب پروژه‌های جدید است. اگرچه در ابتدا قرار بود این ارگان موقت برای یک دوره پنج ساله موقت باشد، اما این کمیته کماکان از سال ۲۰۱۵ پابرجا است.

## شکل‌گیری
کمیته مشترک آب اسرائیل و فلسطین (JWC) در سپتامبر ۱۹۹۵ به عنوان بخشی از پیمان اسلو ۲ تأسیس شد. در اصل، قرار بود این کمیته برای یک دوره پنج ساله موقت باشد. نقش این کمیته نظارت بر منابع آب در کرانه باختری، به استثنای آب رودخانه اردن است. از سال ۲۰۱۴، فعالیت این کمیته هنوز در حال اجرا است.

## کارکرد
این کمیته تعداد مساوی نمایندگان از هر دو طرف دارد. بر اساس پیمان اسلو ۲، تمام تصمیمات کمیته باید با اجماع صورت گیرد، به این معنی که هر طرف حق وتو دارد. براساس پژوهش‌های دانشگاه کلمبیا عدم تقارن قدرت بین طرفین عملاً به اسرائیل در تصمیمات مربوط به اجرای توافقات دست بالا را می‌دهد. در حالی که کمیته جنبه‌های فنی پروژه‌های جدید را بررسی می‌کند، ابعاد سیاسی آن منوط به تصمیمات دولت‌های اسرائیل و فلسطین است.
در سال ۲۰۰۹، سازمان عفو بین‌الملل از کمیته به دلیل «نهادینه کردن سیستم تبعیض‌آمیز ذاتی کنترل اسرائیل بر منابع فلسطینی -که از زمان اشغال فلسطین توسط اسرائیل از سه دهه قبل وجود داشته است-» انتقاد کرد. فلسطینی‌ها باید برای هر پروژه ای که شامل برداشت آب از آبخوان کوهستانی و سایر پروژه‌های مرتبط با آب در منطقه C (۶۰ درصد کرانه باختری) باشد، تأییدیه کمیته را دریافت کنند. این تصمیم همچنین بر نواحی A و B که به صورت محصور در منطقه C وجود دارند نیز تأثیر می‌گذارد. مقامات اسرائیلی نه تنها مقدار آبی را که فلسطینی‌ها مجاز به برداشت از سفره کوهستانی هستند تعیین می‌کنند، بلکه حتی مقدار کمی از آب باران را که روستاییان فلسطینی جمع‌آوری می‌کنند را نیز کنترل می‌کنند.
در مقابل، تشکیلات خودگردان هیچ قدرت یا ابزاری برای نظارت بر مقدار آبی که اسرائیل از آبخوان کوهستانی در کرانه باختری یا داخل اسرائیل استخراج می‌کند، ندارد.
بانک جهانی خاطرنشان کرد: «این کمیته نقش خود را در ارائه یک چارچوب حاکمیت مشارکتی مؤثر برای مدیریت مشترک منابع و سرمایه‌گذاری انجام نداده است… این کمیته به دلیل عدم تقارن‌های اساسی نظیر قدرت، ظرفیت، اطلاعات و منافع به عنوان یک نهاد «مشترک» مدیریت منابع آب عمل نمی‌کند. از این رو از توسعه یک رویکرد توافقی برای حل تعارضات مدیریت آب جلوگیری می‌شود.»
یکی از ناظران یک کمک کننده بزرگ بین‌المللی که در جلسات کمیته شرکت کرده است، معتقد است که این کمیته در عمل تقریباً به‌طور کامل در دست نمایندگان اسرائیل است. وی «تعامل بین دو طرف در این دیدارها را تمرین انقیاد و تحقیر» خواند.
به گفته سازمان آب فلسطین، اسرائیل تعداد زیادی از درخواست‌های فلسطینی‌ها برای اجرای پروژه‌های آبی را رد می‌کند یا تنها پس از تاخیرهای طولانی با آنها موافقت کرده است. بسیاری از پروژه‌های پیشنهادی حتی توسط PWA به کمیته ارائه نمی‌شود، زیرا آنها مطمئن بودند که طرف اسرائیلی به هیچ وجه با تلاش‌های ناموفق قبلی موافقت نمی‌کند. در حالی که مقامات اسرائیلی فعالیت‌های فلسطینی‌ها را کنترل می‌کنند و آنها را مجبور می‌کنند تا به دستورات خود عمل کنند، تشکیلات خودگردان فلسطین هیچ قدرت یا ابزاری برای نظارت بر مقدار آبی که اسرائیلی‌ها استخراج می‌کنند (از جمله در شهرک‌های اسرائیلی در کرانه باختری) را ندارد. اسرائیلی‌ها همچنین مقادیر آب باران جمع‌آوری شده توسط روستاییان فلسطینی را کنترل می‌کنند. به گفته PWA، ارتش اسرائیل اغلب تانکرهای کوچک آب فلسطینی و چاه‌های جمع‌آوری آب باران سطحی را تخریب می‌کند.
گروه غیردولتی فلسطینی هیدرولوژی (PHG) از اسرائیل انتقاد کرده است که عملاً هر پروژه فلسطینی را وتو می‌کند، این در حالی است که اسراییل با اتکا به نیروی نظامی تمام پروژه‌های مدنظر را بدون تأیید کمیته اجرا می‌کند. به گفته این گروه غیردولتی کمیته در سال‌های اولیه توافق موقت توانست به درستی عمل کند، اما بلافاصله پس از اتمام دوره پنج ساله موقت و با شروع انتفاضه دوم، بسیار ناکارآمد شد.
در یک مطالعه جامع در سال ۲۰۱۳ توسط محقق انگلیسی جان سلبی (Jan Selby)، عملکرد کمیته مشترک آب در دوره ۱۹۹۵ تا ۲۰۰۸ مورد تجزیه و تحلیل قرار گرفت. این محقق انگلیسی تأکید کرد که در سال‌های مورد مطالعه، سازمان آب فلسطین تمامی درخواست‌های اسرائیل برای تأسیسات آبرسانی جدید برای شهرک‌های کرانه باختری را تأیید کرده بود. وی ادامه داد اسرائیل هر درخواست فلسطین برای چاه‌های جدید با استفاده از حوضه غربی آبخوان کوهستان را وتو کرده بود یا تأیید آن را به تأخیر انداخته بود. جان سلبی معتقد است «همکاری آبی اسرائیل و فلسطین - در قالب کمیته مشترک آب (JWC) - با تشدید بحران تأمین آب فلسطین همراه بوده است.» وی ادامه می‌دهد اسراییل از آب به عنوان ابزاری برای کنترل استفاده می‌کرد.
تصویب پروژه‌ها توسط کمیته مشترک آب ضامن اجرای آن نیست. پس از اعطای مجوز، قبل از شروع هر کاری در منطقه C کرانه باختری، باید مجوزهای اضافی از ارتش اسرائیل دریافت شود. اخذ چنین مجوزهایی مستلزم یک فرایند بوروکراتیک طولانی است. بسیاری از درخواست‌ها رد می‌شوند، برخی دیگر در معرض تأخیر طولانی هستند. کارها، از جمله نصب یا تعمیر خطوط اصلی آب و لوله‌های تأمین، می‌توانند برای مدت‌های طولانی به دلایل «ملاحظات امنیتی» مسدود یا قطع شوند.
سازمان عفو بین‌الملل اجرای پروژه حفر چاه در منطقه حزمه (شمال شرقی بیت‌المقدس) را بررسی کرد. با تصاحب بخش اعظم زمین‌های حزمه به نفع شهرک‌های اسرائیلی، این روستا دسترسی به چشمه‌ها و دیگر منابع آبی خود را از دست داد. تاییدیه دو چاه در سال ۲۰۰۰ درخواست شد و در آوریل ۲۰۰۱ توسط کمیته تأیید شد. پس از اخذ تاییدیه‌ها توسط کمیته فنی مشترک، این درخواست برای تأیید به وزارت دفاع اسرائیل ارسال شد. ارتش اسرائیل حفاری در مکان‌های مشخص شده را تأیید نکرد. در دسامبر ۲۰۰۴، مقامات اسرائیلی خواستار معرفی مکان‌های جایگزین دیگری شدند. در ادامه ارتش اسرائیل برنامه‌ریزی برای ساخت دیوار حائل را در اطراف بیت‌المقدس آغاز کرد. در سال ۲۰۰۸، اداره مدنی فلسطین برای حفاری چاه در مکان‌های جدید درخواست داد. این درخواست‌ها رد شدند زیرا در داخل دیوار برنامه‌ریزی شده قرار داشتند. ساکنان روستای فلسطینی به‌طور کامل به آب فروخته شده توسط شرکت ملی آب اسرائیل مکوروت وابسته هستند.
احداث یک چاه جدید در منطقه رجیب توسط کمیته و همچنین ارتش اسرائیل مورد تأیید قرار گرفت و از سال ۲۰۰۳ در دست ساخت بود. پس از پیروزی حماس در انتخابات شهرداری، بودجه به‌طور موقت متوقف شد. هنگامی که در نهایت چاه در سال ۲۰۰۸ نزدیک به اتمام بود، ارتش اسرائیل دستور توقف کار را داد و آن را به فاصله ۲۵ متری به مکانی غیرممکن منتقل کرد.
ساخت و ساز تصفیه خانه فاضلاب شهر سلفیت ابتدا در اوایل سال ۱۹۹۷ توسط کمیته و نیروهای دفاعی اسراییل تأیید شد. در سال ۱۹۹۸ اسراییل به دلیل اینکه ساخت این تصفیه خانه مانع از گسترش شهرک سازی‌ها در اطراف آریل (شهر) بود؛ مانع از ادامه کار شد.
در سال ۲۰۰۱، اسرائیل بخشی از خسارت مالی ناشی از تعویق در ساخت تصفیه خانه را به عنوان غرامت به سازندگان آلمانی پرداخت کرد. در سال ۲۰۰۷، ارتش اسرائیل پیشنهاد کرد زباله‌های مناطق فلسطینی مذکور را به اسرائیل منتقل کند. اسراییل مدعی بود یک تصفیه خانه فلسطینی «خطرات زیست‌محیطی بیشتری ایجاد می‌کند و به چشم‌انداز آسیب می‌رساند»، بنابراین ارتش پیشنهاد داد که فاضلاب فلسطین را در اسرائیل نیز تصفیه کند. سازمان آب فلسطین این موضوع را رد کرد، زیرا باید هزینه‌های تصفیه و آب بازیافتی را بپردازد. در چنین شرایطی تخلیه فاضلاب تصفیه نشده آریل (شهر) در مناطق مجاور ادامه دارد.